# モダンコンバット5:Blackout
『モダンコンバット5:Blackout』は、ゲームロフトが開発・運営するファーストパーソン・シューティングゲームである。

## 概要
モダンコンバットシリーズの6作目に当たる。同シリーズ内においてGameloft Bucharestが初めて開発したゲームでもある。2013年6月6日のE3で初めて存在を明らかにし、YouTubeにティーザートレーラーがアップされた。
これまでのシリーズと違い、フリーミアムをとっている。ゲームは無料でプレイできるが、一部武器などアプリ内購入が存在する。

## ゲーム内容

### キャンペーン
いわゆるストーリーモード。これまでのシリーズよりかは遥かに短くなっている。ただ、モダンコンバット4：Zero Hourと同じように様々なスタイルのミッションが含まれている。例えば、車両の機関銃を撃ったり、ドローンを制御したりである。
難易度の変更は存在せず、ミッションが進むにつれて敵が強くなっているのみである。
一部のクラス（後述）のスキルは使用できない。

### マルチプレイ
最大で12人のプレイヤーと同時対戦が可能。多くの点でモダンコンバット3：Fallen Nationと共通している。ただし、同作は過去作とは多少異なり、戦術的というよりかはキャラクターのアップグレードに重点が置かれている。
新機能として、プレイヤーは10種類のクラスを選択できる。クラスはそれぞれ固有の武器や能力を持つ。

#### ゲーム内通貨
このゲームは主に二つのゲーム内通貨が存在する。クレジットとダイアモンドである。
クレジットは実世界の通貨による購入、広告の視聴、イベントなどで取得可能。主に新たなクラスを解除するのに必要。
ダイアモンドはおもにゲームプレイで獲得でき、武器の作成に必要な設計図の購入、通常よりも安価に購入できる闇市場での売買などで利用できる。

#### システム
武器の作成・強化には一定数の設計図が必要となる。設計図は様々な場面で手に入る。武器の種類は多く、アサルトライフルやスナイパーライフルの他、未来に出てきそうなユニークな銃ま存在する。
レベルの概念を導入しており、アップデート17の地点で140Lvまであげられる。レベルが1あがると、スキルポイントが2つはいる。スキルポイントはクラスの能力の解除・強化ができる（スキルポイントは課金でも入手可能）。
エネルギーシステムもあり、エネルギーがない場合、クレジットで回復させるか待たなければならない。ただし、現在はキャンペーン以外では減らない仕様となっている。

## ストーリー
1か月前、資本主義の撲滅を掲げるテロ組織「世界解放軍」はベニスを襲撃、それから間もないうちにアジアの数か国に対しサイバー攻撃を行った。これを受け、世界各国の首脳は東京で緊急会議を開いた。しかし、会議当日に東京で同時多発テロが発生、極度の大混乱に陥る。

## キャラクター

### ギルマン・セキュリティ
複数の地域に本部を置く民間軍事会社。業界内ではトップクラスの企業で、過去2年間の主要な国際紛争の活動を主導している。非常に熟練したチームと高いミッション成功率で有名であるが、自分たち以外の者をすべて敵とみなす「エンプティストリート」の方針を打ち出したりと残虐性のある一面もある。
ベニスでは世界解放軍から生物兵器の奪取阻止を理由に国連に雇われ、東京でも治安維持を目的に国連及び日本政府に雇われている。

#### ケイダン・フェニックス（声優：ジェイク・パック）
プレイヤーキャラクター。ギルマン・セキュリティの兵士。世界解放軍はサンダースが黒幕であると主張する。
前作でも影は薄いが海兵隊員として登場する。娘がいるが、バンクロフトはそれを脅しの材料にする。

#### ソフィー"ルー"ダビオ
少しの間ではあるがプレイヤーが操作可能。ギルマン・セキュリティで一部隊の指揮を執っている。フェニックスは彼女の指揮下である。
フランス軍将校の娘として生まれ、最終的にアメリカに定住、そこで軍事的キャリアを積んでいく。統率力及び戦闘能力が優秀。

#### アイザック・ツクラ
ルーの部隊に所属する無口な兵士。与えられた任務に対し最大限の集中力を持って遂行する。
ナイジェリアの内戦直後に生まれたため、正確な誕生日も不明。もともと母国で警官を勤めていたが、政情不安の時期に民間軍事会社で働くようになった。

#### アレックス・ホーク
ルーの部隊の主力メンバーとして活躍する。かつてはギルマンと競合する民間軍事会社で働いてたが、高い技能と持ち前の頭脳を買われヘッドハンティングされる。

#### ジョナサン・ブル・テイラー
世界解放軍のベニス襲撃に対してギルマンが極秘の任務を課した部隊の隊長。この時フェニックスはこの隊に編入された。
元米軍特殊部隊員。テロ組織に武器と極秘情報を売り渡した容疑で除隊されているものの、複数の証人が証言を翻したため有罪は免れている。

#### エベレット・サンダース（カーク・バンクロフト）（声優：ベンジャミン・ベッカー）
ギルマン・セキュリティのCEO及び世界解放軍の指導者。だが、彼がどうやってトップの座まで上り詰めたのかは不明。
前作でも登場し、主人公と敵対した。今回も同じ。

#### ミラー
ルーの部隊の主力メンバーの一人。隠れ家でフェニックスらと共に共闘する。裏口を守るようルーに命令され、隠れ家での戦闘後は登場しない。

### 世界解放軍
世界各地で活動する国際テロ組織。資本主義の撲滅を掲げる。
襲撃能力が異常に高く、驚くほど戦術的にも訓練されており、さらには武装面でも性能の高いものを装備しているため、新しい種類のテロリストと呼ばれている。
予告もなく唐突に攻撃を行い、それは無差別に行われる。最近ではサイバーテロも視野に入れつつある。

### レイダーズ（襲撃者）
東京のテロ事件の混乱び乗じて勢力を拡大したストリートギャング。「ストリート奪回」を合言葉に略奪や誘拐を繰り返し資金源としている。
敵として登場。

#### 久保ミク
半田市生まれの看護師。父は日本の外交官。看護師を始める前は様々な場所を旅していた。ルーとは強い信頼関係で結ばれている。
昏睡状態のフェニックスを誘導する。